# نحله (ادلب)
نحله (به عربی: نحلة) یک روستا در سوریه است که در ناحیه مرکزی اریحا واقع شده‌است. نحله ۱٬۱۸۹ نفر جمعیت دارد.